# Ratnasambhawa

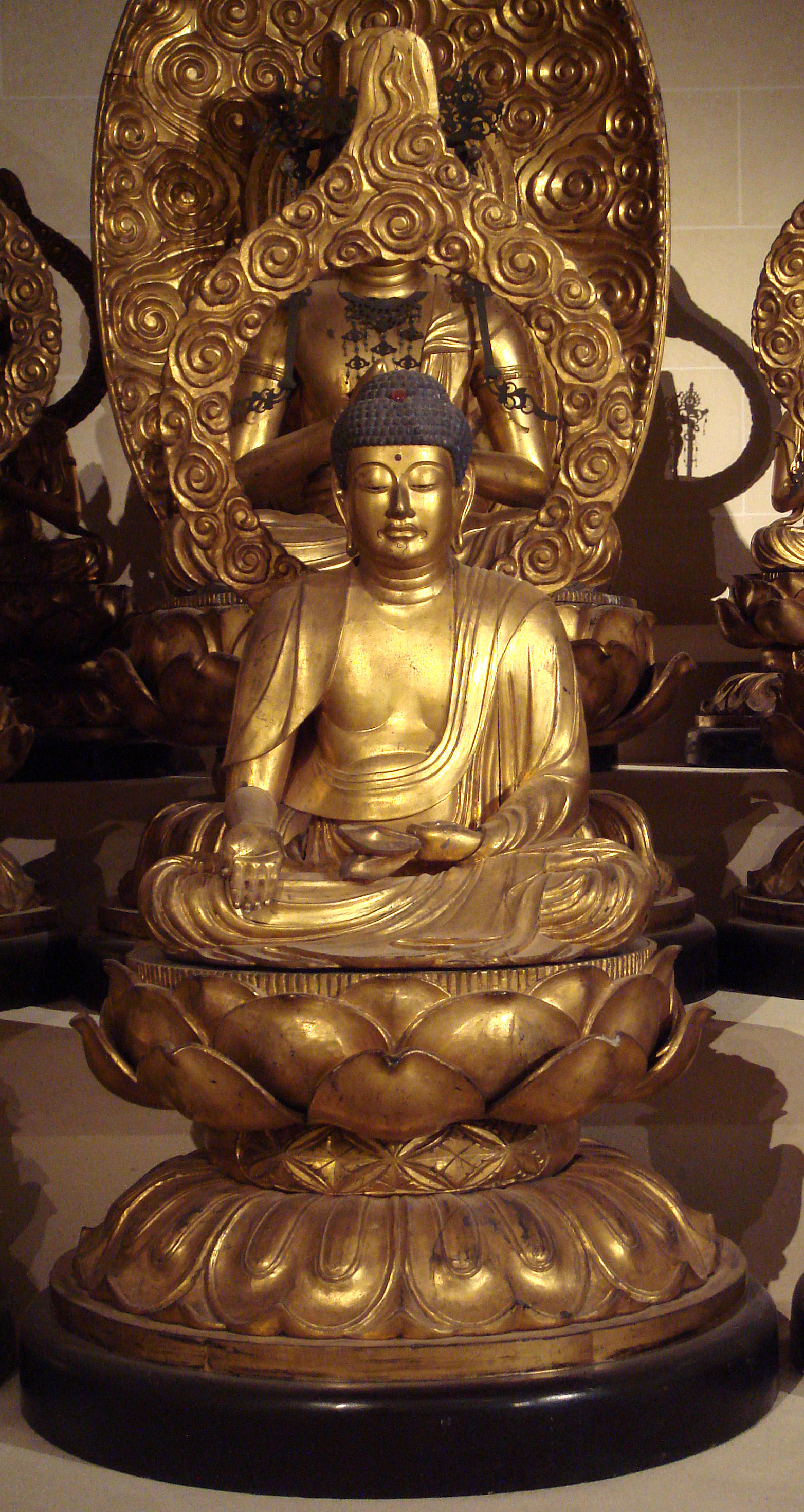
Ratnasambhawa

Ratnasambhawa (z sanskrytu "Zrodzony z Klejnotu") – w buddyzmie Diamentowej Drogi jest jednym z Pięciu Dhjanibuddów.
Jest jednym z Tathagatów i trzecim z pięciu Dżinów (Zwycięzców). Jego imię jest różnorodnie tłumaczone, obok "Zrodzonego z Klejnotu" używane jest także "Źródło Tajemnych Rzeczy" oraz "Ten, Który Zarządza Skarbami".
Jest prawdopodobnie najmniej popularnym z całej piątki. Właściwie nigdy nie był obiektem czci jako niezależne bóstwo. Jego miejsce jest na południu.
Bardzo rzadko był przedstawiany w rzeźbach, wyjątkiem jest Borobudur na Jawie. Częściej jest ukazywany w malowanych mandalach, na których występuje czasem w otoczeniu czterech bodhisattwów. W mandali Wadżradhatu jest ukazany w kolorze złotym (lub żółtym), siedzący w padmasanie z widocznymi spodami stóp (bardzo rzadko jest przedstawiany w pozycji stojącej), z odkrytym (czasem zakrytym) prawym ramieniem. Czasami nosi koronę. Prawa ręka tworzy mudrę warada na kolanie (czasem z klejnotami sypiącymi się przez palce), a lewa ręka trzyma fałdę szaty na biodrze lub na łonie. Lewą ręką może także trzymać ćintamani (klejnot spełniający życzenia) lub jej dłoń może być zaciśnięta w pięść mądrości.
W mandali Garbhadhatu zasadniczo jego wygląd jest taki sam, jednak jego prawa ręka tworzy mudrę waradę przed piersią.
Ratnasambhawa reprezentuje buddę Kaśjapę, element ognia, a jego bodhisattwą jest Ratnapani. Zasadniczo lotos, który służy mu za tron, powinien być żółty, jednak w rzeczywistości jest prawie zawsze różowy. Na swoim południowym kierunku jest czasem zastępowany przez Prabhutaratnę.
Znajduje się on po południowej stronie mandali Pięciu Dhjanibuddów. Jego partnerką (skr. Śiakti) jest Mamaki - "Ta która pokonuje dumę".
Ratnasambhawa jest przedstawiany jako żółty (lub złoty) Budda siedzący na lotosowym tronie podtrzymywanym przez konie (lub lwy) - konie symbolizują rozmach i wyzwolenie. Jego mudrą jest warada, gest szczodrości (skr. waradamudra). W prawej dłoni trzyma ćintamani, a w lewej dzwonek. Nosi koronę, a jego włosy są upięte w wysoki kok.
Nasienną sylabą Ratnasambhawy jest żółte Tram reprezentujące aspekt właściwości umiejscowiony w ośrodku pępka, a atrybutem jest klejnot (spełniający życzenia).
Ratnasambhawa reprezentuje mądrość równości, która powstaje po przekształceniu uczucia dumy.
Jego żywiołem jest ziemia. Ratnasambhawa uosabia skandhę odczuwania.